# Nederlandse kampioenschappen schaatsen afstanden 2010 - 500 meter vrouwen
De 500 meter vrouwen op de Nederlandse kampioenschappen schaatsen afstanden 2010 werd gehouden op vrijdag 30 oktober 2009. Het kampioenschap werd verreden over twee 500 meters, waarbij alle rijdsters één keer in de binnenbaan en één keer in de buitenbaan startten.
De Titelverdedigster van 2009, Annette Gerritsen, die de titel pakte tijdens de Nederlandse kampioenschappen schaatsen afstanden 2009 prolongeerde haar titel en veroverde hiermee tevens haar derde titel op rij.
Wereldbeker
Het kampioenschap gold tevens als kwalificatie voor de eerste wedstrijden voor de Wereldbeker schaatsen 2009/10. Er waren vijf plaatsen te verdelen op deze afstand.

## Statistieken

### Uitslag
| #      | Schaatser            | 1e run           | 2e run        | Totaal |
| ------ | -------------------- | ---------------- | ------------- | ------ |
| Goud   | Annette Gerritsen    | 38,51 (2)        | 38,37 (1)     | 76,880 |
| Zilver | Margot Boer          | 38,44 (1)        | 38,63 (2)     | 77,070 |
| Brons  | Marianne Timmer      | 38,78 (3)        | 38,48 (3)     | 77,760 |
| 4      | Thijsje Oenema       | 39,07 (4)        | 39,00 (4)     | 78,070 |
| 5      | Laurine van Riessen  | 39,47 (5)        | 39,48 (5)     | 78,950 |
| 6      | Ireen Wüst           | 39,54 (6)        | 39,57 (7)     | 79,110 |
| 7      | Natasja Bruintjes    | 39,66 (7)        | 39,55 (6)     | 79,210 |
| 8      | Mayon Kuipers        | 39,70 (8)        | 39,58 (8)     | 79,280 |
| 9      | Sanne van der Star   | 39,88 (9)        | 40,07 (10)    | 79,950 |
| 10     | Jorien Kranenborg    | 39,93 (10)       | 40,18 (12)    | 80,110 |
| 11     | Ingeborg Kroon       | 40,08(4) (12)    | 40,13 (11)    | 80,210 |
| 12     | Tosca Hilbrands      | 40,42 (17)       | 39,88 (9) PR  | 80,300 |
| 13     | Floor van den Brandt | 40,12 (13) PR    | 40,25 (14)    | 80,370 |
| 14     | Anice Das            | 40,28 (15)       | 40,20 (13)    | 80,480 |
| 15     | Lotte van Beek       | 40,26 (14) PR    | 40,45 (16)    | 80,710 |
| 16     | Roxanne van Hemert   | 40,34 (16) PR    | 40,40 (15)    | 80,740 |
| 17     | Janine Smit          | 40,62 (18)       | 40,71(8) (18) | 81,330 |
| 18     | Leslie Koen          | 40,75 (19) PR    | 40,71 (17) PR | 81,460 |
| 19     | Marit Dekker         | 40,80 (20)       | 40,87 (19)    | 81,670 |
| 20     | Sanne Delfgou        | 41,13 (22)       | 41,51 (20)    | 82,640 |
|        | Frederika Buwalda    | 40,08(1) (11) PR | Diskw.        | 40,080 |
| 22     | Sophie Nijman        | 40,83 (21)       | dns           | 40,830 |

### Loting 1e 500 m
| Rit | Binnenbaan           | Buitenbaan          |
| --- | -------------------- | ------------------- |
| 1   | Floor van den Brandt | Lotte van Beek      |
| 2   | Marit Dekker         | Frederika Buwalda   |
| 3   | Roxanne van Hemert   | Leslie Koen         |
| 4   | Sanne Delfgou        | Anice Das           |
| 5   | Sanne van der Star   | Janine Smit         |
| 6   | Sophie Nijman        | Ingeborg Kroon      |
| 7   | Jorien Kranenborg    | Tosca Hilbrands     |
| 8   | Natasja Bruintjes    | Laurine van Riessen |
| 9   | Thijsje Oenema       | Marianne Timmer     |
| 10  | Annette Gerritsen    | Ireen Wüst          |
| 11  | Mayon Kuipers        | Margot Boer         |

### Ritindeling 2e 500 m
| Rit | Binnenbaan          | Buitenbaan           |
| --- | ------------------- | -------------------- |
| 1   | Leslie Koen         |                      |
| 2   | Janine Smit         | Sanne Delfgou        |
| 3   | Tosca Hilbrands     | Marit Dekker         |
| 4   | Anice Das           | Roxanne van Hemert   |
| 5   | Lotte van Beek      | Floor van den Brandt |
| 6   | Ingeborg Kroon      | Jorien Kranenborg    |
| 7   | Frederika Buwalda   | Sanne van der Star   |
| 8   | Ireen Wüst          | Mayon Kuipers        |
| 9   | Laurine van Riessen | Natasja Bruintjes    |
| 10  | Marianne Timmer     | Thijsje Oenema       |
| 11  | Margot Boer         | Annette Gerritsen    |

1987 · 
1988 · 
1989 · 
1990 · 
1991 · 
1992 · 
1993 · 
1994 · 
1995 · 
1996 · 
1997 · 
1998 · 
1999 · 
2000 · 
2001 · 
2002 · 
2003 · 
2004 · 
2005 · 
2006 · 
2007 · 
2008 · 
2009 · 
2010 · 
2011 · 
2012 · 
2013 · 
2014 · 
2015 · 
2016 · 
2017 · 
2018 · 
2019 · 
2020 · 
2021 · 
2022 · 
2023 · 
2024 · 
2025